# 1027

## Esdeveniments
- Toluges (Rosselló): Primera assemblea de la Pau i Treva de Déu, als comtats catalans, sota presidència de l'Abat Oliba.[1]
- Ibn Hazm compon El collaret de la coloma, un poema amorós platònic que renova la lírica
- Comença el calendari tibetà
- Guerra civil al Japó

## Naixements
- Guillem I d'Anglaterra